# Gouvernement Pérez Sáenz I
 La Rioja
Espert Pérez Sáenz II
Le gouvernement Pérez Sáenz I est le gouvernement de La Rioja entre le 15 janvier 1990 et le 8 juillet 1991, durant la IIe législature du Parlement de La Rioja. Il est présidé par José Ignacio Pérez Sáenz.

## Composition
| Fonction                                                         | Titulaire | Titulaire                      | Parti    |
| ---------------------------------------------------------------- | --------- | ------------------------------ | -------- |
| Président                                                        |           | José Ignacio Pérez Sáenz       | PSR-PSOE |
| Vice-présidente                                                  |           | Elvira Borondo Mora            | PRP      |
| Conseillère aux Administrations publiques                        |           | María del Carmen Valle de Juan | PSR-PSOE |
| Conseiller aux Finances et à l'Économie                          |           | Florencio Alonso Segura        | PSR-PSOE |
| Conseiller aux Travaux publics et à l'Urbanisme                  |           | César de Marcos Hornos         | PSR-PSOE |
| Conseiller à l'Éducation, à la Culture et aux Sports             |           | Miguel Ángel Ropero Sáez       | PRP      |
| Conseiller à l'Industrie, au Travail, au Tourisme et au Commerce |           | Federico Pérez Soria           | PSR-PSOE |
| Conseillère à l'Agriculture et à l'Alimentation                  |           | Ana Isabel Leiva Díez          | PSR-PSOE |
| Conseiller à la Santé, à la Consommation et au Bien-être social  |           | Pablo Miguel Rubio Medrano     | PSR-PSOE |